# Hierarchie von Belaja Kriniza
Die Hierarchie von Belaja Kriniza (russisch: Белокриницкая иерархия, Belokrinitskoe Soglasiye / Белокриницкое согласие) ist eine Kirchenhierarchie russisch-orthodoxer Altgläubiger im Oblast Czernowitz der westlichen Ukraine.

## Geschichte
Nach den Reformen des Patriarchen Nikon in den 1650er Jahren weigerten sich viele Mitglieder der Russisch-Orthodoxen Kirche, die Änderungen anzuerkennen, um die Kirche mit der Griechisch-Orthodoxen Kirche in Einklang zu bringen. 1846 wurde daraufhin die Hierarchie von Belaja Kriniza (damals Hierarchie von Fântâna Albă) mit der Erlaubnis des österreichischen Kaisers Ferdinand I. (die Bukowina gehörte damals zum Kaisertum Österreich) und durch die Anerkennung des griechischen Metropoliten Ambrosius geschaffen. Ihr Aufbau wurde auch von den russischen altgläubigen Kaufmannsfamilien Ryabushinsky und Morozov unterstützt. An der Spitze der Hierarchie steht der Metropolit von Moskau.

## Organisation
- Russisch-Orthodoxe Altritualistische Kirche mit dem Zentrum in Rogoschskaja Sloboda in Moskau; vereinigt die Altgläubigen der Hierarchie von Belaja Kriniza in Russland und anderen Ländern der ehemaligen UdSSR
- Altorthodoxe Altritualistische Kirche in Rumänien mit den Eparchien in Brăila und Tulcea, Rumänien; vereint die Altgläubigen der Hierarchie von Belaja Kriniza in Rumänien und der Diaspora
- Hierarchien in der Republik Moldau und Georgien